# آلمان شرقی
آلمان شرقی با نام رسمی جمهوری دموکراتیک آلمان (به آلمانی: Deutsche Demokratische Republik یا DDR) یک دولت کمونیستی جزو بلوک شرق در طول جنگ سرد بود که از ۱۹۴۹ تا ۱۹۹۰ در منطقه‌ای از آلمان که تحت اشغال اتحاد جماهیر شوروی سوسیالیستی بود حکومت می‌کرد.
دولت آلمان شرقی، در سال ۱۹۵۰ تحت فشار حکومت شوروی، واگذاری بخش عمده‌ای از استان‌های پومِرانی و سیِلزی آلمان را به لهستان، که با پایان جنگ جهانی دوم توسط شوروی و لهستان اشغال شده بودند را پذیرفت همچنین استان پروس شرقی آلمان (به مرکزیت کونیگسبرگ) نیز با پایان جنگ جهانی دوم میان شوروی و لهستان تقسیم شد که بخش عمده آن اکنون استان کالینینگراد روسیه نامیده می‌شود.

در سال ۱۹۹۰ با پیوستن به آلمان غربی، جمهوری فدرال آلمان (به آلمانی: Bundesrepublik Deutschland) تشکیل شد.

## تاریخ
جمهوری دموکراتیک آلمان در ۷ اکتبر ۱۹۴۹ در برلین شرقی اعلام موجودیت کرد. این اتفاق پنج هفته پس از اعلام موجودیت جمهوری فدرال آلمان در آلمان غربی بود. در سال ۱۹۵۴ این کشور کاملاً مستقل اعلام شد اما بنا به توافقات چهار قدرت جهانی در نشست پوتسدام نیروهای نظامی شوروی هنوز در این کشور مستقر بودند. این بیش از هر چیز به علت حضور گستردهٔ نیروهای آمریکایی در آلمان غربی و شرایط دوران جنگ سرد بود. آلمان شرقی از اعضای پیمان ورشو بود. ارتش ملی خلق جمهوری دموکراتیک آلمان جزو قدرتمندترین ارتش‌های پیمان ورشو بود.
در ۱۸ مارس ۱۹۹۰ برای نخستین بار انتخاباتی آزاد در این کشور برگزار شد و حزب حاکم اتحاد سوسیالیستی اکثریت را در فولکس‌کامر از دست داد. در ۲۳ اوت فولکس‌کامر رای به پیوستن آلمان شرقی به جمهوری فدرال آلمان داد و در نتیجه با اتحاد دوبارهٔ دو آلمان، جمهوری دموکراتیک آلمان ملغی شد.

## جمعیت
در هر سال ۱۹۵۰، ۱۸٫۳۸۸ میلیون نفر در جمهوری دموکراتیک آلمان و برلین شرقی زندگی می‌کردند. در پایان ایالت در سال ۱۹۹۰، ۱۶٫۰۲۸ میلیون نفر وجود داشت. چند دلیل برای این کاهش وجود داشت:
1. فرار از منطقه تحت اشغال شوروی و جمهوری دموکراتیک آلمان شرقی(DDR) به آلمان غربی
2. مهاجرت اخراج شدگان به مناطق غربی در سالهای اولیه.
3. کاهش نرخ تولد، به ویژه به دلیل معرفی قرص‌های ضدبارداری و در نتیجه قانونی شدن سقط جنین؛ علاوه بر این، مانند سایر کشورهای توسعه یافته، گرایشی از خانواده‌های پرجمعیت به سمت خانواده‌های دارای یک یا دو فرزند وجود داشت.
4. افزایش نرخ مرگ و میر به دلیل تطبیق با توسعه جمعیتی عادی، پس از وجود تفاوت‌های جدی در گروه‌های جمعیتی مربوط به دلیل جنگ در سال‌های اولیه تأسیس آلمان شرقی.

به دلیل توافقات بین‌المللی، دو گروه کوچک جمعیت خارجی، اما هنوز به وضوح مشخص شده بودند، کارگران قراردادی ویتنامی و ۱۵۰۰۰ کارگر قراردادی از موزامبیک، که «مادگرمان» نیز نامیده می‌شدند.

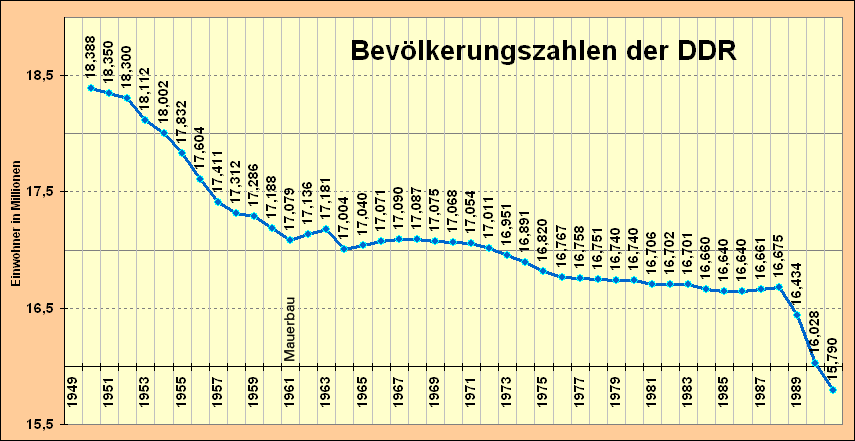
نمودار جمعیت آلمان شرقی

| ساکنان و کارمندان آلمان شرقی | ساکنان و کارمندان آلمان شرقی | ساکنان و کارمندان آلمان شرقی       |
| سال                          | شهروند (میلیون)              | افراد شاغل در پست‌های دولتی(میلیون) |
| ---------------------------- | ---------------------------- | ---------------------------------- |
| ۱۹۵۰                         | ۱۸٬۳۸۸                       | ۷٬۱۹۶                              |
| ۱۹۶۰                         | ۱۷٬۱۸۸                       | ۷٬۶۸۶                              |
| ۱۹۷۰                         | ۱۷٬۰۶۸                       | ۷٬۷۶۹                              |
| ۱۹۸۰                         | ۱۶٬۷۴۰                       | ۸٬۲۲۵                              |
| ۱۹۸۸                         | ۱۶٬۶۷۵                       | ۸٬۵۹۴                              |

### زبان‌ها
منطقه ای که جمهوری آلمان در آن قرار داشت متعلق به منطقه آلمانی زبان است. در برخی از مناطق درسدن و کوتبوس، زبان‌های بومی اسلاوی غربی سوربی بالا و سوربی پایین نیز به رسمیت شناخته شدند (حمایت از اقلیت‌ها).

### ادیان و ادیان جانشین

#### فرقه دولتی
در دهه ۱۹۵۰، سازمان SED (آموزش برای شخصیت سوسیالیستی) یک جنگ فرهنگی را علیه کلیساهای مسیحی آغاز کرد به منظور «شکل‌گیری شخصیت‌های سوسیالیست» در نسل‌های جوان و بیگانه شدن آنها از کلیساها، از سال ۱۹۵۴ آیین جوانان سوسیالیست را معرفی کرد. از دهه ۱۹۷۰ به بعد، تقریباً ۹۹٪ از تمام نوجوانان ۱۴ ساله در این فعالیت شبه مذهبی جایگزین شرکت می‌کردند. علاوه بر این، مراسم فردی مانند تقدیس نام‌ها (به عنوان جایگزینی برای غسل تعمید)، ازدواج‌ها و تدفین سوسیالیستی به عنوان جایگزینی برای مذهب، مشابه آیین‌های مسیحی مربوط به وجود آمدند. در سال ۱۹۵۷، اولبریخت سازمان جوانان را راه‌اندازی کرد و با استفاده از ابزارهای مختلف فشار، آن را عملاً به یک رویداد اجباری تبدیل کرد. در حالی که چندین تلاش برای معرفی یک تقدیس سوسیالیستی کارگران با شکست مواجه شد، یک فرقه دولتی متمایز با تعطیلات سوسیالیستی، اشکال کیش شخصیت و تشریفات نظامی شکل گرفت. در سال ۱۹۵۸ مذهب دولتی سوسیالیستی، که توسط والتر اولبریخت به عنوان جایگزینی برای اخلاق ایجاد شده بود، ده فرمان اخلاق و اخلاق سوسیالیستی را تصویب کرد.

#### کلیسا
در جمهوری دموکراتیک آلمان جوامع مذهبی مختلفی وجود داشت. بزرگ‌ترین آنها کلیساهای مسیحی بودند. علاوه بر هشت کلیسای انجیلی منطقه ای و کلیسای کاتولیک رومی، که در سال ۱۹۶۹ در فدراسیون کلیساهای انجیلی در جمهوری دموکراتیک آلمان به هم پیوسته بودند، کلیساهای آزاد زیر وجود داشتند: فدراسیون کلیساهای آزاد انجیلی در جمهوری دموکراتیک آلمان، فدراسیون کلیساهای انجیلی آزاد، کلیسای متحد متدیست، کلیسای موراویا، کلیسای عیسی مسیح مقدسین آخرالزمان (مورمون‌ها)، کلیسای ادونتیست روز هفتم، کلیسای منونیت، و کواکرها. همچنین کلیسای آزاد لوتری انجیلی، کلیسای لوتری انجیلی (لوتری قدیم) و فدراسیون کلیساهای اصلاح شده انجیلی در جمهوری آلمان وجود داشتند.
در سال ۱۹۵۰، حدود ۸۵ درصد از شهروندان آلمان شرقی متعلق به یک کلیسای پروتستان و حدود ۱۰ درصد به یک کلیسای کاتولیک بودند. تا سال ۱۹۸۹، نسبت اعضای کلیسا در کل جمعیت به میزان قابل توجهی کاهش یافت: ۲۵ درصد جمعیت هنوز پروتستان و ۵ درصد کاتولیک بودند. نسبت افراد غیرمذهبی در کل جمعیت از حدود ۶ به حدود ۷۰ درصد در سال ۱۹۸۹ افزایش یافت.

## سیاست

### تجارت (قاچاق) انسان
کسانی که در طول جنگ سرد سعی می‌کردند از آلمان شرقی فرار کنند ممکن بود کشته، زندانی یا شکنجه شوند ولی دولت این کشور به‌قدری با بی‌پولی مواجه بود که برخی از این افراد را پنهانی به آلمان غربی می‌فروخت، کشوری که بیشتر این افراد در وهله نخست سعی داشتند به آنجا فرار کنند. پس از آنکه اقتصاد آلمان شرقی به نوعی در حال سقوط آزاد بود. بسیاری از کارگران متخصص و روشنفکران فرار کرده بودند، همچنین اتحاد جماهیر شوروی در حال بالا کشیدن منابع این کشور بود. در سال ۱۹۶۴ وضعیت مالی به‌قدری خراب شده بود که مقامات این کشور طرحی را آماده کرده بودند برای فروختن زندانیان سیاسی به آلمان غربی. این طرح “häftlingsfreikauf” (خون‌بهای زندانیان) نام داشت. آندریاس آپلت، مؤلف و تاریخ‌دان، می‌گوید: «بین سال‌های ۱۹۶۴ و ۱۹۸۹ حدود ۳۳ هزار و ۷۵۵ زندانی سیاسی و ۲۵۰ هزار نفر از بستگان آن‌ها، در ازای مجموعاً ۳٫۵ میلیارد مارک آلمان، به آلمان غربی فروخته شدند.» او می‌گوید: «هر دو طرف از این معامله سود می‌بردند، آلمان شرقی بخاطر اینکه به ارز آلمان غربی نیاز داشت و آلمان غربی بخاطر اینکه می‌خواست مردم را از زندان‌های ضدبشری آلمان شرقی نجات دهد.» زندانیان در مقابل کالاهایی مانند قهوه، مس و نفت نیز مبادله می‌شدند. با این حال، هیچ‌کدام از طرفین علاقه‌ای به علنی کردن این موضوع نداشت، آلمان شرقی بخاطر اینکه نمی‌خواست ضعیف به نظر برسد و آلمان غربی بخاطر اینکه نمی‌خواست به چشم حامی مالی رژیم کمونیستی دیده شود. از همین رو این عملیات پنهان ماند، افراد در راهروهای تاریک راه‌آهن زیر زمینی، او-بان (U-Bahn)، مبادله می‌شدند یا در اتوبوس‌هایی با پلاک قابل تعویض از مرز رد می‌شدند. این پلاک‌ها را در پست بازرسی مرزی تعویض می‌کردند تا اتوبوس‌ها در سوی دیگر مرز شبهه‌ای ایجاد نکنند.

### رئیس شورای دولت
- ویلهلم پیک
- والتر اولبریخت (والتر اولبریشت)
- ویلی اشتوف
- اریش هونکر
- اگون کرنتس
- مانفرد گرلاخ

### رئیس شورای وزیران
- اتو گروتول
- ویلی اشتوف
- هورست زیندرمان
- ویلی اشتوف
- هانس مدرف
- لوتار د مزیر

## تقسیمات کشوری

- روستوک
- نویبراندنبورگ
- شورین
- فرانکفورت (اودر)
- پوتسدام
- ماگدبورگ
- کوتبوس
- هاله
- درسدن
- لایپزیگ
- ارفورت
- کارل
- کارل مارکس اشتات
- گرا
- زوئل

### ایالات
- براندنبورگ
- مکلنبورگ-فورپومرن
- ساکسونی
- زاکسن-آنهالت
- تورینگن

## نگارخانه

نقشه تقسیم‌های آلمان پس از جنگ
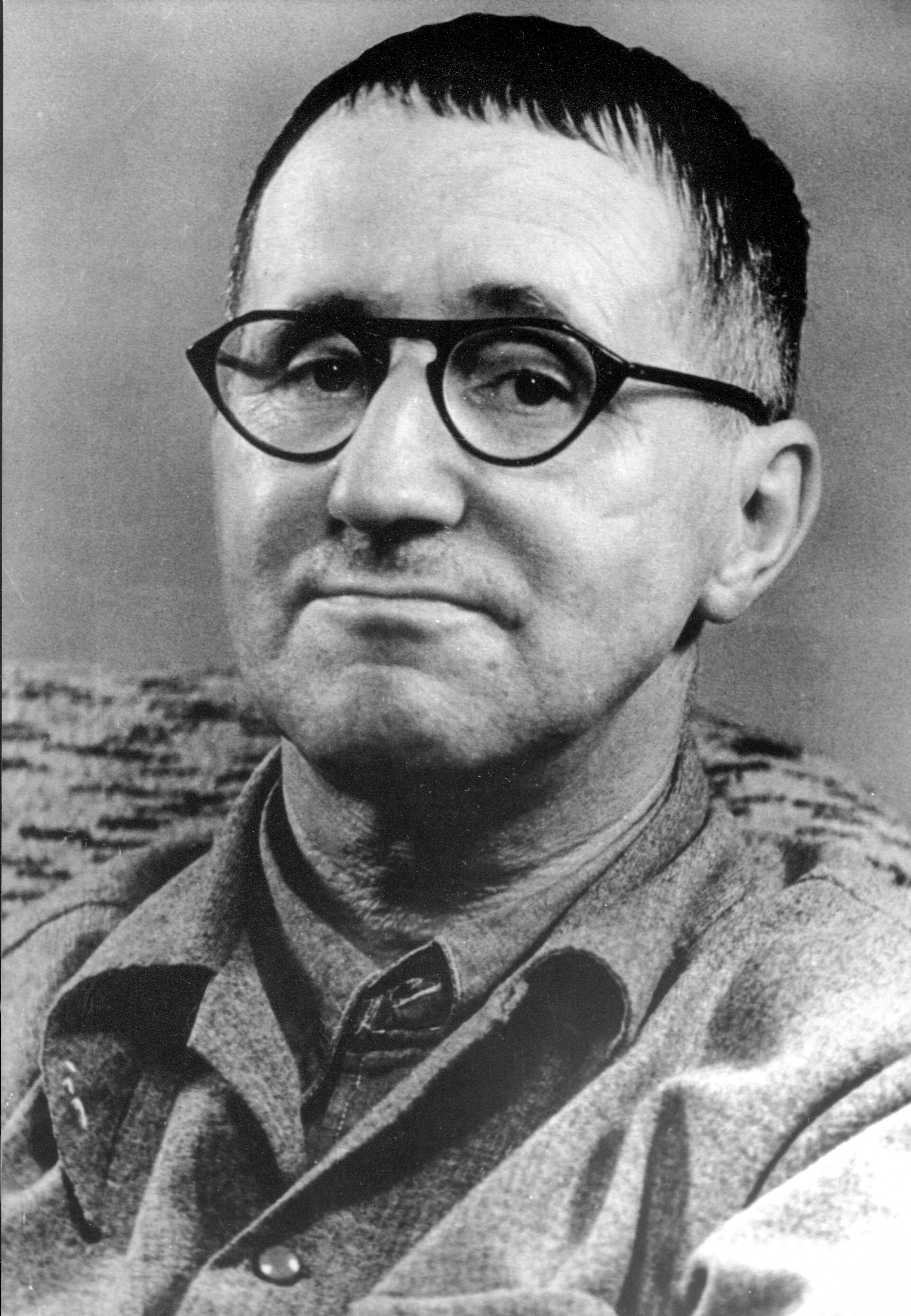
برتولت برشت نویسنده آلمان شرقی
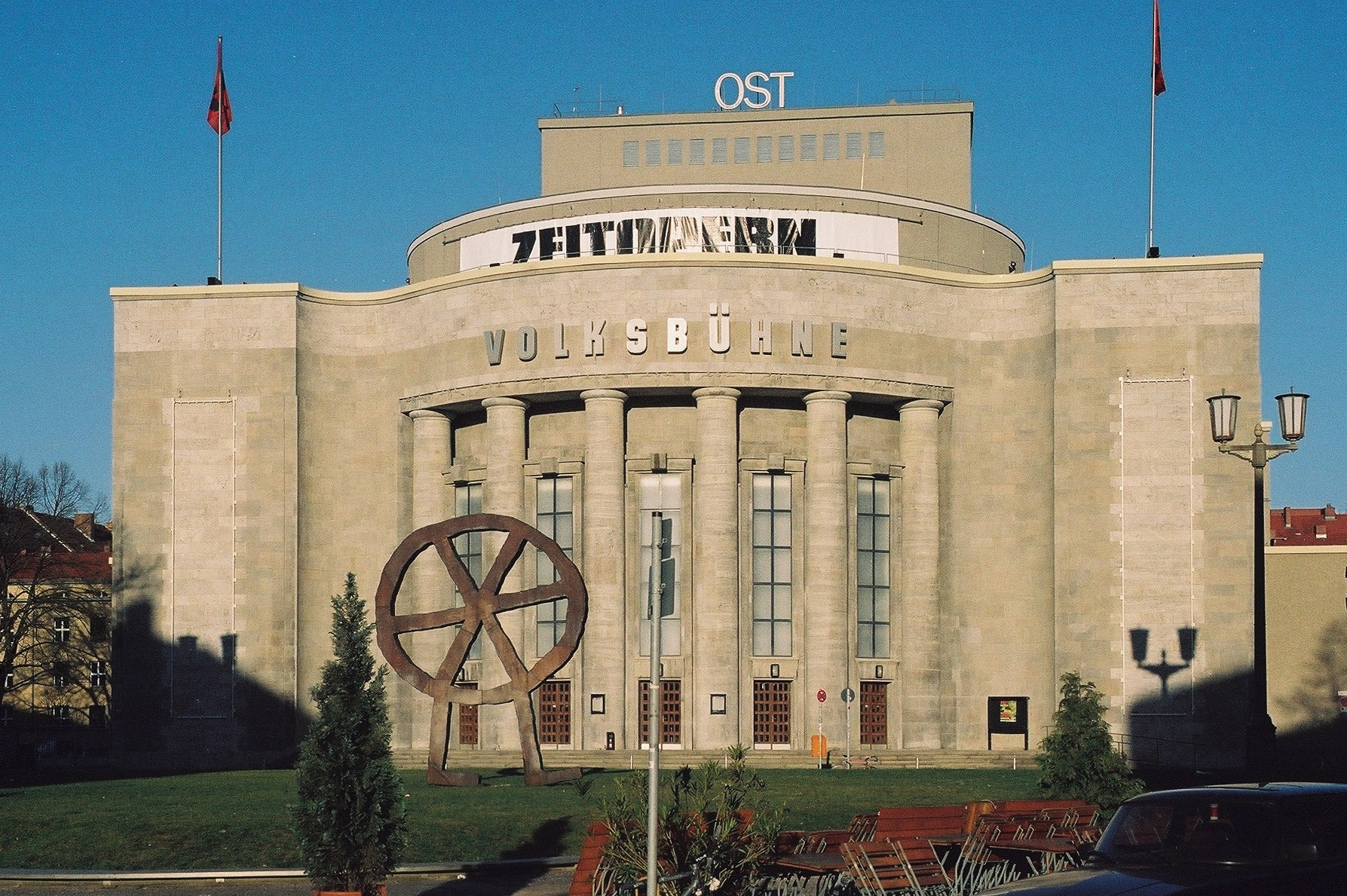
فولکزبوهر
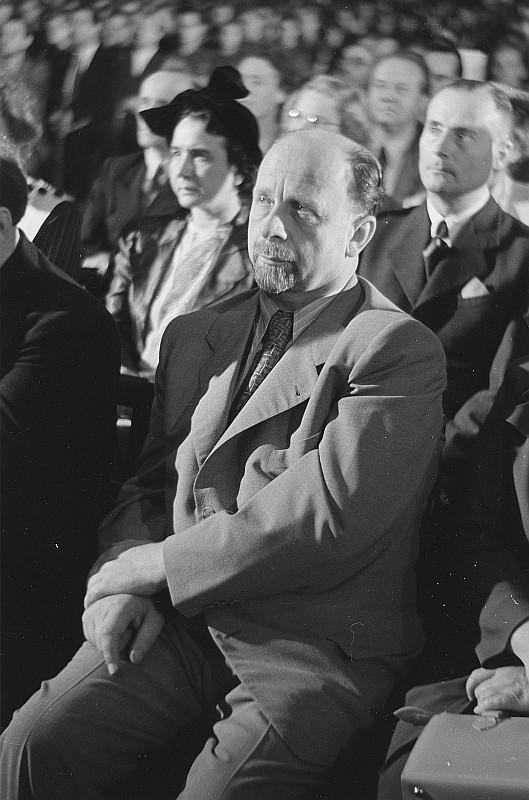
والتر اولبریخت رئیس‌جمهور آلمان شرقی از ۱۹۶۰ تا ۱۹۷۳